# Полис (античность)
Ибо хорошо управляемый город есть величайший оплот; в нём всё заключается, и пока он сохраняется, всё цело, а погибает он, [с ним вместе] и всё гибнет.
По́лис (др.-греч. πόλις, πολιτεία; лат. civitas) — исходная общественная форма государства, состоящая из нескольких сельских поселений, объединившихся вокруг одного городского центра, обозначаемая в греческом языке словом «полис» (греч. «город», в лат. — «кивитас», «гражданская община»), особая форма политической организации общества (довольно часто государства).
Оба слова обозначают, по сути, одно и то же: особую форму государственного устройства — город-государство, в котором все граждане имеют определенные права и обязанности.

## История
В Древней Греции территория, занятая её народами (племенами), примерно дробилась на 2000 мелких государств, обыкновенно состоявших из одного города с примыкающими к нему деревенскими поселениями и полями. Каждое такое город-государство (полис) пользовалось полною политическою независимостью или неуклонно стремилось к такой независимости от других агрессивных греческих племён или городов. Территория города-государства и была отечеством для этих жителей, все прочие греческие племена были чужие, иноземцы, и взаимные отношения между государствами были отношения международные. Поэтому войны происходили на протяжении всей истории Древней Греции, начиная с греческих темных веков. Образование городов-государств (полисов) положило начало периоду архаической Греции (800—480 годов до нашей эры). Войны между полисами (городами-государствами), в отличие от их ранних набегов с целью грабежа скота и зерна, приобрели организованный характер.
Полис как общественная форма античной городской гражданской общины наиболее полно соответствовал уровню развития античного общества. Экономической основой полиса была античная двуединая форма собственности: с одной стороны это собственность гражданской общины на всю территорию и богатства полиса, а с другой — индивидуальная собственность каждого гражданина. В гражданской жизни полиса участвовал каждый взрослый гражданин, имеющий права гражданства и владеющий частным хозяйством: «ойкосом» (домом).
Их образование относят к концу VIII века до н. э., чему предшествовали «Тёмные века».
Как отмечает заслуженный профессор МГУ А. А. Тахо-Годи: «Слово „полис“ семантически аналогично русскоязычному понятию „город“. Оно может последовательно обозначать примитивное городище, служившее убежищем для племени, более развитый город как центр ремесла и торговли, общину населяющих его граждан и, наконец, образованное этой общиной государство». Согласно Тахо-Годи, «формирование греческих полисов в основных чертах завершилось к концу VI века».
Честер Старр отмечал, что полис возник и существовал как физическое воплощение политического единства общины полиса, её главный сакральный центр и её основная укреплённая резиденция.
Греческие города-государства, полисы, уступают территориальному государству в эпоху эллинизма.

## Политическая система
Территория полиса обычно включала собственно агору — городской центр и хору (пригород) — прилегающую сельскохозяйственную округу. Население полисов составляли полноправные граждане — члены общины, — каждый из которых имел право на земельную собственность и политические права. Часть населения в полисе не состояла и не имела прав граждан: метэки, периэки, вольноотпущенники, рабы. Государственный строй в полисах был различен: олигархия, демократия, монархия (последняя была типична для полисов в период архаики) и др.

## Экономика
И большие, и малые греческие полисы чеканили собственную монету.
Иногда полис рассматривают в качестве одного из видов «города-государства». В своей основе полис представляет собой земледельческую общину, поэтому к важнейшим чертам полиса относится верховная собственность общины над земельными участками граждан. Полис — это не только политическая и хозяйственная, но и религиозная организация, в которой духовная и светская власти совпадали, и полисное жречество входило в систему полисных магистратур.

Города-государства Микенской Греции не являлись классическими полисами. Полисное устройство в Греции складывается в Архаический период. Интенсивный рост полисов, называемый городской революцией, начался в середине VIII века до н. э..
Профессор Арсений Чанышев пишет:

«На основе отделения ремесла от земледелия расцветает античный полис — город-государство, в котором входящие в полис сельские местности экономически и политически подчинены городу»
— .
Важным этапом в истории становления многих древнегреческих полисов был синойкизм — объединение нескольких первичных общин — фем (римский аналог фемы — триба) в общем городском центре. Синойкизм способствовал формированию полисного правительства.

## Римский период
История ряда древнегреческих государств и история Рима на определённой ступени его развития — это история отдельных полисов. В период римского господства полисы распространились по всей территории империи, используясь как удобная форма местного самоуправления. В ряде регионов (например, в римском Египте) полисы были только формой территориального управления, а их граждане не имели римского гражданства. На собственно римских территориях существовала аналогичная полису система муниципий. Отмечается, что как «гражданская община» — polis и civitas вполне идентичные понятия.
По С. Л. Утченко, римская община утратила полисное качество уже в I в. до н. э.

## Историческое значение
В полисах впервые появилась концепция равенства граждан перед законом. Греки отказались от почитания царской власти в качестве ключевой ценности общественной организации, что было характерно для большинства цивилизаций того времени. В городах-государствах важнейшие решения принимались с участием всех граждан мужского пола, получавших это право в обмен на участие в военных действиях. При этом принцип равноправия распространялся лишь на граждан города (они же были и членами фаланги во время войн), не касаясь женщин и рабов.
Ричард Олстон отмечал идеализацию греческого полиса, «который во многих современных политических взглядах продолжает считаться идеальной формой политической организации». Ханс Бек отмечает, что современные исследователи пришли к выводу о неизбежности достижения «эволюционного тупика» полисами в результате их исторического развития:6.

### Комментарии
1. ↑  Радикальное изменение политической системы было связано с появлением нового военного строя — фаланги, все члены которой во время боя имели равные обязанности.
2. ↑  Соотношение свободных граждан и рабов в городах-государствах составляло от 1:5 до 1:10 в разных полисах. Наибольшая доля рабов наблюдалась в Спарте.